# Hammerbrug
De Hammerbrug (Duits: Hammerbrücke) is een spoorviaduct bij Hauset, een deelgemeente van Raeren in de Belgische provincie Luik. Het viaduct overspant de vallei van de Geul. Het is onderdeel van spoorlijn 37, net voorbij de aansluiting met de HSL 3 en wordt ook gebruikt door de hogesnelheidstreinen van en naar Duitsland. Het viaduct is 200 m lang en wordt beheerd door Infrabel.

## Geschiedenis
De eerste Hammerbrug werd aangelegd van 1841-1843. Het was een bakstenen brug, ontworpen door Georg Moller. Ze had een lengte van ruim 206 meter en was meer dan 37 meter hoog. Het viaduct had twee verdiepingen: de bovenste had 17 bogen en deze rustten op 13 andere bogen. 8 miljoen bakstenen werden ervoor gebruikt.
Aangezien de Duitsers tijdens de Eerste Wereldoorlog hun troepen over dit viaduct hadden vervoerd, wilde het Belgische leger dit nu niet afwachten, en in 1940 werd het viaduct opgeblazen. Tijdens deze operatie stierven een aantal geniesoldaten.
De Duitsers trachtten de brug te herstellen, waarbij ze ook Russische krijgsgevangenen inzetten. Er werden betonpijlers opgericht waarop metalen bruggen werden gemonteerd. Hierbij werden ook delen van de oude brug gebruikt. Uiteindelijk kwamen er twee metalen bruggen naast elkaar, in september 1944 was de dubbele brug gereed, maar korte tijd later bliezen de Duitsers hem alweer op, om de Amerikanen tegen te houden. De laatsten wisten de brug in 1945 weer provisorisch in gereedheid te brengen, en in 1948 was deze weer volledig gebruiksklaar.

## Heden
Het huidige viaduct werd geconstrueerd in 1999, ter vervanging van het oude gelijknamige viaduct, dat was gebouwd in baksteen en staal. Bij de ombouw van de bestaande spoorlijn 37 voor hogesnelheidstreinen, werd vastgesteld dat het oude viaduct, zwaar beschadigd tijdens de Eerste en Tweede Wereldoorlog, de belastingen van een hogesnelheidstrein niet aan zou kunnen.
Omdat het Geuldal hier nagenoeg symmetrisch is, staat de 30 meter hoge pijler precies in het midden van het viaduct. Samen met de beide brughoofden ondersteunt deze pijler de twee overspanningen van elk 100 meter. Normaal gezien moet bij zulke overspanningen een uitzettingsvoeg in de sporen worden aangebracht, maar dat is bij de Hammerbrug niet nodig. Wanneer de zon op haar hoogste punt staat, bevinden de onderste langsliggers van de overspanningen zich in de schaduw, met aanzienlijk minder uitzetting tot gevolg. Hierdoor waren er ook geen uitzettingsvoegen nodig in de langgelaste rails voor de hogesnelheidslijn.